# Şollar
Şollar (ryska: Шоллар) är en ort i Azerbajdzjan.   Den ligger i distriktet Xaçmaz Rayonu, i den nordöstra delen av landet, 170 km nordväst om huvudstaden Baku. Şollar ligger 50 meter över havet och antalet invånare är 205.
Terrängen runt Şollar är lite kuperad. Närmaste större samhälle är Xudat, 1,5 km sydost om Şollar.
Trakten runt Şollar består till största delen av jordbruksmark. Runt Şollar är det ganska tätbefolkat, med 129 invånare per kvadratkilometer.